# Gruppo di ESO 246-21
Il Gruppo di ESO 246-21 comprende otto galassie situate nella costellazione dell'Eridano. La distanza media tra il centro di massa di questo gruppo e la nostra Via Lattea è di circa 245 milioni di anni luce (75,0 Mpc).

## Membri
Le otto galassie componenti il gruppo, indicate nell'articolo di Garcia del 1993, sono:
| Nome       | Classificazione | Tipo               | RA (J2000.0)  | DEC (J2000.0) | Velocità radiale (km/s) | Magnitudine apparente | Distanza (Mpc) | Dimensioni (kal) |
| ---------- | --------------- | ------------------ | ------------- | ------------- | ----------------------- | --------------------- | -------------- | ---------------- |
| NGC 939    | E+              | Ellittica          | 02h 26m 21.3s | -44° 26′ 46″  | 5160 ± 45               | 12,8                  | 74,0 ± 5,2     | 177              |
| NGC 954    | SB(rs)c?        | Spirale barrata    | 02h 28m 51.6s | -41° 24′ 10″  | 5347 ± 10               | 12,8                  | 76,6 ± 5,4     | 123              |
| IC 1810    | (R)SAB(rs)ab    | Spirale intermedia | 02h 29m 26.8s | -43° 04′ 35″  | 5428 ± 26               | 13,2                  | 77,9 ± 5,5     | 153              |
| IC 1812    | E               | Ellittica          | 02h 29m 31.8s | -42° 48′ 41″  | 5240 ± 24               | 12,2                  | 75,1 ± 5,3     | 273              |
| ESO 246-15 | (R)SA(s)ab?     | Spirale            | 02h 28m 46.9s | -43° 04′ 28″  | 5129 ± 33               | 13,35                 | 73,5 ± 5,2     | 119              |
| ESO 246-16 | S0^0^?          | Lenticolare        | 02h 29m 23.1s | -42° 59′ 10″  | 5019 ± 39               | 13,69 ± 0,09          | 71,9 ± 5,1     | 131              |
| ESO 246-21 | (R')SB(r)bc     | Spirale barrata    | 02h 30m 27.9s | -43° 01′ 37″  | 5558 ± 21               | 11,56 ± 0,09          | 79,9 ± 5,6     | 236              |
| ESO 246-22 | SBc             | Spirale barrata    | 02h 31m 00.1s | -44° 25′ 35″  | 4959 ± 0                | 13,86 ± 0,12          | 71,1 ± 5,0     | 100              |

Il sito DeepskyLog permette di trovare agevolmente le costellazioni in cui si trovano le galassie; in alternativa si possono utilizzare le coordinate delle galassie per individuarle. Se non altrimenti indicato, le coordinate sono quelle fornite dal sito NASA/IPAC (National Aeronautics and Space Administration / Infrared Processing and Analysis Center).